# Casa da Angélica
Casa da Angélica foi um programa infantil de televisão brasileiro apresentado por Angélica, produzido e exibido pelo SBT, entre 9 de agosto de 1993 e 26 de abril de 1996.  
Após fazer um enorme sucesso ao apresentar os programas Clube da Criança e Milk Shake, na extinta Rede Manchete, Angélica foi convidada por Silvio Santos para comandar o seu próprio infantil no SBT. O programa tinha música, plateia, exibição de desenhos e quadros de humor. Casa da Angélica era exibido de segunda a sexta às 15h, mas passou por reformulações de horários e formato nos anos seguintes. 

## História

### 1ª Fase (1993-1994)
Após ser contratada pelo canal de Silvio Santos em abril de 1993 a apresentadora estreou o "Casa da Angélica" em 9 de agosto daquele ano sob a direção de Marcelo Zambelli e redação de Wilson Rocha, repetindo a fórmula dos infantis de sucesso da época com plateia, desenhos animados e musicais. Inicialmente, o programa estava previsto para estrear em julho e ser exibido das 8h15 às 10h15, precedendo o Show Maravilha, no entanto, após as mudanças na produção, o programa foi aprovado para o horário da tarde, horário que o público já estava habituado a assistir os programas da Angélica na extinta Manchete, sendo exibido inicialmente a partir das 15h. O programa tinha um cenário nos antigos estúdios do SBT na Vila Guilherme, na zona norte de São Paulo, para a nova atração de Angélica Sílvio Santos importou novos equipamentos de câmeras e iluminação para montar um novo estúdio e dar início as gravações.. 
O programa promovia diversas competições entre as crianças, como gincanas e jogos, que estimulavam a competição saudável e testavam as habilidades dos participantes. O palco da "Casa da Angélica" recebia diversos cantores e bandas que faziam shows para a criançada, com músicas infantis e outros sucessos da época. Além disso, o programa também apresentava musicais com Angélica que cantava e dançava coreografias com a participação dos "Angélicos", e das "Angelicats", assistentes de palco que auxiliavam nas atividades do programa, além da participação de dois personagens fantasiados como Jacaré “Jaca” e Pinguim “Pingo”, eram artistas de baixa estatura carismáticos e engraçados, e que faziam parte da rotina do programa. O programa tinha também a locução do ator Otaviano Costa, que interagia com Angélica no palco e fazia matérias externas sobre assuntos de interesse do público infantil.
A atração contava ainda com quadros de humor aproveitando a performance mostrada pela apresentadora no programa Milk Shake da Rede Manchete. Entre os quadros e personagens se destacavam: “Anjôlica”, onde Angélica imitava o Jô Soares, a apresentadora satirizava ainda programas de culinária e em especial a culinarista Ofélia, em “AngélicaStrid” ela tirava sarro dos Vjs da MTV, em especial Astrid; 'Cycy' era uma prima que tinha problemas de dicção e fazia diversas maldades com Angélica por sentir inveja de seu sucesso. Em “Tempestade de Lágrimas”, Angélica satirizava as novelas mexicanas, com muito exagero nos figurinos e sentimentos e também uma apresentadora de programa esportivo que repetia bordões famosos de locutores e apresentadores, como “pimba na gorduchinha”, e “é pá e bola!”. O quadro onde ela se travestia como o grosseiro taxista Bernardão que sempre levava em seu "táxi" com fundo em chroma key um artista da programação do SBT fazia Sílvio Santos reclamar: "Eu contratei você e não esse barbudão."
Junto com o programa, Angélica lançou o álbum "Meu Jeito De Ser". O disco vendeu 150.000 cópias e rendeu o hit "Flecha De Amor". ficando nas paradas de sucessos da época. A música fez tanto sucesso que chegou a ter seu clipe exibido na MTV Brasil. Angélica fechou o ano de 1993 como uma das principais estrelas do SBT, elevando a audiência das tardes do canal e como a artista que mais fez shows naquele ano.

### 2º Fase (1994-1995)
A segunda fase da Casa da Angélica teve início na segunda metade do ano de 1994 depois do fim da Copa do Mundo. Nessa fase, o programa mudou o público alvo, focando em crianças entre 2 e 9 anos de idade, mas mantendo a mesma estrutura com  brincadeiras, números musicais e desenhos animados e passando para o horário das 16h de segunda á sexta. Para se adequar a nova fase o local de gravação deixou a Vila Guilherme e passou a ser gravado nos estúdios do SBT em Sumaré. 
A nova proposta era deixar o programa mais acelerado, aumentando o número de brincadeiras e quadros ao mesmo tempo diminuindo a sua duração. Também houve mudanças no cenário que foi completamente repaginado, ganhando uma temática lúdica. O programa agora abrigava cenários inspirados em contos infantis, como "João e o Pé de Feijão", "A Arca de Noé" e "O Relógio do Coelho de Alice no País das Maravilhas" onde Angélica surgia para interagir e brincar, além de novos Angélicos, personagens e quadros para dividir a atração. Nessa fase, o programa marcava de 5 a 6 pontos de audiência, ou seja, entre 500 mil e 600 mil telespectadores, índices altos para o SBT. O bom índice de audiência fez com que Angélica ganhasse várias outras atrações no SBT. Dessa forma, em 1995 o Casa da Angélica passaria por mais uma reformulação.

### 3º e Última Fase (1995-1996)
Após uma pesquisa para evitar o desgaste da imagem da apresentadora, que em março de 1995 assumiu novas funções na programção diária do SBT como o revival dos programas TV Animal e Passa ou Repassa, o Casa da Angélica deixou de ser exibido a tarde indo para as manhãs em que era exibido das 7:15 às 8h. Nesse último período, Casa da Angélica tinha sua exibição resumida em apenas 30 minutos, sendo 15 minutos com o auditório e mais 15 de desenhos animados.
A audiência nesse período foi de 2 pontos, ou seja, cerca de 200 mil telespectadores na Grande São Paulo. E, mesmo com o baixo índice, a apresentadora não queria que o programa fosse extinto. Walter Leite, que era diretor dos programas "Passa ou Repassa" e "TV Animal", chegou a afirmar à mídia que o programa infantil da apresentadora poderia sair do ar em 1996. Pois, Silvio Santos tinha planos de levar Angélica para os finais de semana com uma nova versão do infantil Domingo no Parque nas manhãs de domingo. Entretanto, os planos foram abortados quando a apresentadora optou por não renovar o seu contrato com o SBT e decidiu concretizar suas negociações com a TV Globo ocasionando o fim da atração infantil que acabou em abril de 1996. O último programa foi ao ar no dia 26 de abril com uma despedida emocionante, entretanto, esta parte do programa não foi ao ar por uma decisão técnica da própria emissora.

### Outras mídias
O programa voltou a ser exibido em 11 de janeiro de 2025 aos finais de semana na faixa de programação "De Volta à Infância" que exibe reprises de clássicos infantis do SBT no canal +Saudade do streaming +SBT. 

## Antecedentes
Vários pontos adiaram a estreia de Angélica no SBT, a primeira versão do programa havia sido criada pela equipe do diretor Rogério Gallo e não tinha  a fórmula de brincadeiras, cantores e apresentações, acabou sendo suspensa, semanas antes da estreia, após vários testes de gravação e desentendimentos entre a equipe. Até mesmo o visual de Angélica dispensaria os tradicionais figurinos. O clima nos bastidores da gravação do piloto teria provocado uma sensação de insegurança e desconforto em Angélica, no sentido de que o novo formato roubava a cena dos angélicos e suas assistentes de palco e tinha pouca interação com a platéia. Com isso, o diretor Rogério Gallo (trazido da MTV) e sua equipe foram demitidos. No lugar de Gallo quem assumiu a direção do programa a pedido da própria Angélica foi Marcelo Zambelli, que já havia dirigido a apresentadora no Milk Shake da Manchete. 
Uma semana antes do programa estrear, Sandra Zatz, assessora de imprensa de Angélica, teria comentado que existiria um trabalho contra Angélica encomendado pela família da apresentadora baiana  Mara Maravilha , também do SBT. O escritório carioca de Angélica teria confirmado o boato, o que gerou uma série de processos judiciais De início o programa fora comparado com outro programa: o TV Leezão programa no qual a Rita Lee recebia seus convidados. Bem, como em "Casa da Angélica", cada dia um convidado participava do programa e das historinhas. Além de ser a anfitriã, Rita também assumia alguns dos personagens: podia ser uma empregada ou uma cartomante.

## Quadros
- Tele-Fã
- Certo ou Errado
- Correio Angelical
- Perfil
- Anjôlica
- Táxista Bernardão
- Minha Cidade
- Jornal Animal

## Cenários
As primeiras gravações do programa eram realizadas nos antigos estúdios da Vila Guilherme. O primeiro cenário fazia alusão a uma casa com seus ambientes, Angélica entrava por uma porta para comandar a atração, com a música "Casa da Angélica", existia uma biblioteca onde ela lia cartas e telefonava para os fãs, os convidados eram recebidos de uma porta de garagem, a platéia ficava em um cercado de "vizinho', com algumas crianças também livres pelo palco. Foram inseridos também dois personagens interpretrados por artistas de baixa estatura com fantasias de Jacaré "Jaca" e Pinguim "Pingo".
Em 1994 as gravações foram transferidas para os estúdios do Sumaré e o cenário foi modificado ganhando um estilo mais lúdico com elementos de histórias infantis como; João e o pé de feijão, a baleia do Pinóquio por onde entrava os convidados e o relógio do coelho de Alice no país das Maravilhas, de onde a apresentadora chegava para comandar o programa e se dirigia para o final, os personagens “Jaca” e “Pingo” permaneceram até o fim da atração, assim como a logomarca da apresentadora no centro do palco (uma letra "A" com duas asas e uma auréola).

## Elenco

### Apresentação
| Angélica |

### Angelicats/Angels
| Integrantes das Angelicats e das Angels | Integrantes das Angelicats e das Angels | Integrantes das Angelicats e das Angels                                   | Integrantes das Angelicats e das Angels |
| --------------------------------------- | --------------------------------------- | ------------------------------------------------------------------------- | --------------------------------------- |
| Ano de atividade                        | Nome                                    | Título                                                                    |                                         |
| 1993–1994                               | Mariana Nogueira                        | Angelicat                                                                 |                                         |
| 1993–1996                               | Geovanna Tominaga                       | Angelicat (1993–94) / Angelicat Sansei (1994–95) / Angel Sansei (1995–96) |                                         |
| 1993–1995                               | Juliana Silveira                        | Angelicat (1993–94) / Angelicat Loira (1994–95) / Angel Loira (1995)      |                                         |
| 1994–1996                               | Micheli Machado                         | Angelicat Negra (1994–95) / Angel Negra (1995–96)                         |                                         |
| 1995–1996                               | Inaie Silva Nascimento                  | Angel Ruiva                                                               |                                         |
| 1995–1996                               | Mirella Tronkos                         | Angel Loira                                                               |                                         |

### Angélicos
| integrantes dos Angélicos | integrantes dos Angélicos | integrantes dos Angélicos | integrantes dos Angélicos |
| ------------------------- | ------------------------- | ------------------------- | ------------------------- |
| Ano de atividade          | Nome                      | Apelido                   |                           |
| 1993–1994                 | Samuel Gaeta              | Samuka                    |                           |
| 1993–1995                 | Daniel Dellias            | Dan / SuperDan            |                           |
| 1993–1994                 | Gabriel Jacques           | Gabo                      |                           |
| 1993                      | Mateus Rocha              | Mateus                    |                           |
| 1994                      | Gustavo Long              | Gustavo                   |                           |
| 1994–1996                 | Sérgio Vieira             | Serginho                  |                           |
| 1994–1996                 | Rodrigo Thomaz            | Rodriguinho               |                           |
| 1994–1995                 | Caio Bonafé               | Caio                      |                           |

### Anjinhos
| Ano de atividade | Nome          |
| 1993–1994        | Aline Menezes |
| 1993–1994        | Camila Ezaki  |

### Bonecos
| Integrantes dos Bonecos | Integrantes dos Bonecos | Integrantes dos Bonecos |
| ----------------------- | ----------------------- | ----------------------- |
| Ano de atividade        | Nome                    | Título                  |
| 1993–1996               | Goiabinha               | Jacaré "Jaca"           |
| 1993–1996               | José P. dos Santos      | Pinguim "Pingo"         |

## Desenhos e seriados exibidos
- A Formiga Atômica
- Bibo Pai e Bob Filho (Bobby Pai e Bobby Filho)
- Chapolin
- Chaves
- Dennis, o Pimentinha
- DuckTales: Os Caçadores de Aventuras
- Galera do Barulho
- Inspetor Bugiganga
- Jonny Quest
- Looney Tunes
- O Fantástico Mundo de Bobby
- Os Jetsons
- Pica-Pau
- Punky, a Levada da Breca
- Tom e Jerry
- Ursinhos Carinhosos

## Trilha
| Álbum            | Detalhes                                                                          | Vendas      | Certificações |
| ---------------- | --------------------------------------------------------------------------------- | ----------- | ------------- |
| Meu Jeito de Ser | - Lançamento: 1993 - Formatos: CD, LP, K7, download digital - Gravadora: Columbia | - : 150.000 | - PMB: Ouro   |
| Angélica         | - Lançamento: 1994 - Formatos: CD, LP, K7, download digital - Gravadora: Columbia | - : 100.000 | - PMB: Ouro   |
| Angélica         | - Lançamento: 1995 - Formatos: CD, LP, K7, download digital - Gravadora: Columbia | - : 120.000 |               |

## Reprise
Entre janeiro e maio de 2025, alguns episódios foram reexibidos na íntegra pelo canal +Saudade do streaming +SBT na faixa De Volta à Infância, com transmissão nas segundas ás 20h.